# Rastiv, Turiisk
Rastiv (în ucraineană Растів) este un sat în comuna Dolsk din raionul Turiisk, regiunea Volînia, Ucraina.

## Demografie
Componența lingvistică a localității Rastiv
     Ucraineană (97,94%)
     Belarusă (1,65%)
     Alte limbi (0,41%)
Conform recensământului din 2001, majoritatea populației localității Rastiv era vorbitoare de ucraineană (97,94%), existând în minoritate și vorbitori de belarusă (1,65%).